# Аониды, или Собрание разных новых стихотворений
«Аони́ды, или Собрание разных новых стихотворений» — название трёх ежегодных стихотворных сборников, напечатанных в Москве в 1796, 1797 и 1799 годах, под редакцией Николая Карамзина; первый русский поэтический альманах; второй литературный сборник Карамзина после «Аглаи» (1794).
Образцом для него послужили заграничные ежегодники, называемые альманахами или календарями муз (аонид), аонидами.

## Авторы
В «Аонидах» поместили свои стихотворения поэты Гавриил Державин, Иван Дмитриев, Михаил Херасков, Василий Капнист, Ермил Костров, князь Иван Долгоруков, князь Дмитрий Горчаков, Александр Храповицкий, Пётр Кайсаров и сам издатель.
В «Аонидах» соединились представители прежнего направления (Херасков, Державин) и деятели новой школы (Карамзин, Капнист, Владимир Измайлов, Нелединский-Мелецкий, Василий  Пушкин).

## Первые литературные альманахи в России
Редактор «Аонид», Карамзин, издавал и другие сборники такого рода, например:
- «Аглая» (1794) — литературный альманах в двух частях, наполненный преимущественно сочинениями самого редактора и издателя;
- «Пантеон иностранной словесности» (1798) и др.

Успех «Аглаи» и «Аонид» вызвал появление в России многих других литературных альманахов.